# Back 2 You/Still Grey
Back 2 You/Still Grey è il terzo singolo del gruppo musicale australiano Pendulum, pubblicato il 22 marzo 2004 dalla Timeless Recordings.

## Descrizione
Si tratta del primo singolo del gruppo a presentare musicisti d'eccezione. In questo caso sono presenti Lisa Lindt, che ha collaborato vocalmente a Back 2 You, e Evan Killjoy, allora componente del gruppo musicale drum and bass Concord Dawn, che ha eseguito le parti di chitarra in Still Grey.

## Pubblicazione
Back 2 You/Still Grey è stato pubblicato nel solo Regno Unito il 22 marzo 2004 dall'etichetta discografica indipendente Timeless Recordings. Si tratta dell'unica pubblicazione del gruppo attraverso questa etichetta, la quale ha anche prodotto alcune pubblicazioni del gruppo dei Concord Dawn.
Mentre Back 2 You non è stato inserito in alcuna pubblicazione dei Pendulum, Still Grey è stato invece inserito nella lista tracce del primo album in studio del gruppo, Hold Your Colour (2005), venendo tuttavia rimpiazzato da Axle Grinder nella riedizione dell'album uscita nel 2007.

## Tracce
- Lato A

1. Back 2 You – 6:26 (musica: Rob Swire, Paul Harding, Gareth McGrillen)

- Lato B

1. Still Grey – 7:49 (musica: Rob Swire, Paul Harding)

## Formazione
Gruppo
- Rob Swire – sintetizzatore, programmazione, produzione
- Paul Harding – sintetizzatore, programmazione, produzione
- Gareth McGrillen – sintetizzatore, programmazione e produzione (traccia 1)

Altri musicisti
- Lisa Lindt – voce (traccia 1)
- Evan Killjoy – chitarra (traccia 2)